# Xanthopan praedicta
Xanthopan praedicta är en fjärilsart som beskrevs av Rothschild och Jordan 1903. Xanthopan praedicta ingår i släktet Xanthopan och familjen svärmare. Inga underarter finns listade i Catalogue of Life.